# Jan Vanden Bloock
Jan Robert Vanden Bloock (* 5. Mai 1922 in Vilvoorde; † 13. Oktober 2009 in Waterloo) war ein belgischer Diplomat.

## Leben
Jan Vanden Bloock wurde 1945 an der Universität Brüssel zum Doktor der Rechtswissenschaften promoviert. Er studierte Betriebswirtschaft am Institut supérieur du commerce à Bruxelles. Nach Eintritt in den diplomatischen Dienst seines Landes
war er von Juli bis August 1960 Generalkonsul in Stanleyville. Nachdem die Regierung Patrice Lumumbas die belgischen Generalkonsulate schließen ließ, tauchte Vanden Bloock von September 1960 bis Februar 1961 als Berater von Henri Créner, des Generalkonsuls in Elisabethville Katanga auf.
Vanden Bloock wurde am 17. Januar 1961, am Tag der Ermordung von Patrice Lumumba, über dessen Tod informiert. Dessen ungeachtet unterzeichnete Vanden Bloock mit Henri Créner am Tag nach dem Mord ein Telegramm an das belgische Außenministerium, zum Thema des Verschleppens von Lumumba, das nicht vom Tod berichtete. Am 27. Januar 1961 ließ Außenminister Pierre Wigny Vanden Bloock mit einem Telegramm zu Konsultationen nach Brüssel einbestellen, wo er am 30. Januar 1961 eintraf.
Vom 21. November 1969 bis 25. Juni 1974 war er Botschafter in Kinshasa. 1976 leitete Vanden Bloock die politische Abteilung des belgischen Außenministeriums. 1984 war er Botschafter in Ottawa. Von 1984 bis 1987 vertrat er die belgische Regierung bei der EU-Kommission.